# Алентаун (Џорџија)
Алентаун (енгл. Allentown) град је у америчкој савезној држави Џорџија. По попису становништва из 2010. у њему је живело 169 становника.

## Демографија
Према попису становништва из 2010. у граду је живело 169 становника, што је 118 (41,1%) становника мање него 2000. године.
| Група             | 2000.       | 2010.       |
| Белци             | 183 (63,8%) | 111 (65,7%) |
| Афроамериканци    | 101 (35,2%) | 49 (29,0%)  |
| Азијати           | 0 (0,0%)    | 0 (0,0%)    |
| Хиспаноамериканци | 2 (0,7%)    | 5 (3,0%)    |
| Укупно            | 287         | 169         |